# Villeneuve-sur-Allier
Pour les articles homonymes, voir Villeneuve.
Ne doit pas être confondu avec Villeneuve-d'Allier.
Villeneuve-sur-Allier est une commune française, située dans le département de l'Allier en région Auvergne-Rhône-Alpes.
Ses habitants sont appelés les Villeneuvois et les Villeneuvoises.

## Géographie

### Localisation
Située aux portes du Bourbonnais, sur la Nationale 7, la commune se situe à 15 kilomètres au nord de Moulins.
Ses communes limitrophes sont :
| Tresnay (Nièvre) | Toury-sur-Jour (Nièvre) | Aurouër |
| Aubigny, Bagneux | Villeneuve-sur-Allier   |         |
|                  | Montilly                | Trévol  |

### Géologie et relief
La commune est classée en zone de sismicité 2, correspondant à une sismicité faible.

### Hydrographie
Le système hydrographique de Villeneuve-sur-Allier se compose essentiellement de la rivière Allier, affluent de la Loire.
Quelques ruisseaux parcourent les environs du bourg et qui ont laissé leur nom à quelques lieux et monuments de la commune :
- le Riau, long de 9,8 km[6], affluent de l'Allier :
  - un cours d'eau (non nommé), long de 0,5 km[7],
  - un cours d'eau (non nommé), long de 5,1 km[8] ;
- le Villefranche, long de 9 km[9], affluent de l'Allier :
  - la Balaine, long de 4,6 km[10] ;
- le Fouillon[11].

### Climat
Pour des articles plus généraux, voir Climat d'Auvergne-Rhône-Alpes et Climat de l'Allier.
En 2010, le climat de la commune est de type climat océanique dégradé des plaines du Centre et du Nord, selon une étude du CNRS s'appuyant sur une série de données couvrant la période 1971-2000. En 2020, Météo-France publie une typologie des climats de la France métropolitaine dans laquelle la commune est exposée à un climat océanique altéré et est dans la région climatique Centre et contreforts nord du Massif Central, caractérisée par un air sec en été et un bon ensoleillement.
Pour la période 1971-2000, la température annuelle moyenne est de 11,4 °C, avec une amplitude thermique annuelle de 15,9 °C. Le cumul annuel moyen de précipitations est de 774 mm, avec 10,9 jours de précipitations en janvier et 7,1 jours en juillet. Pour la période 1991-2020, la température moyenne annuelle observée sur la station météorologique de Météo-France la plus proche, sur la commune d'Yzeure à 13 km à vol d'oiseau, est de 11,9 °C et le cumul annuel moyen de précipitations est de 795,7 mm,. Pour l'avenir, les paramètres climatiques de la commune estimés pour 2050 selon différents scénarios d'émission de gaz à effet de serre sont consultables sur un site dédié publié par Météo-France en novembre 2022.

### Voies de communication et transports

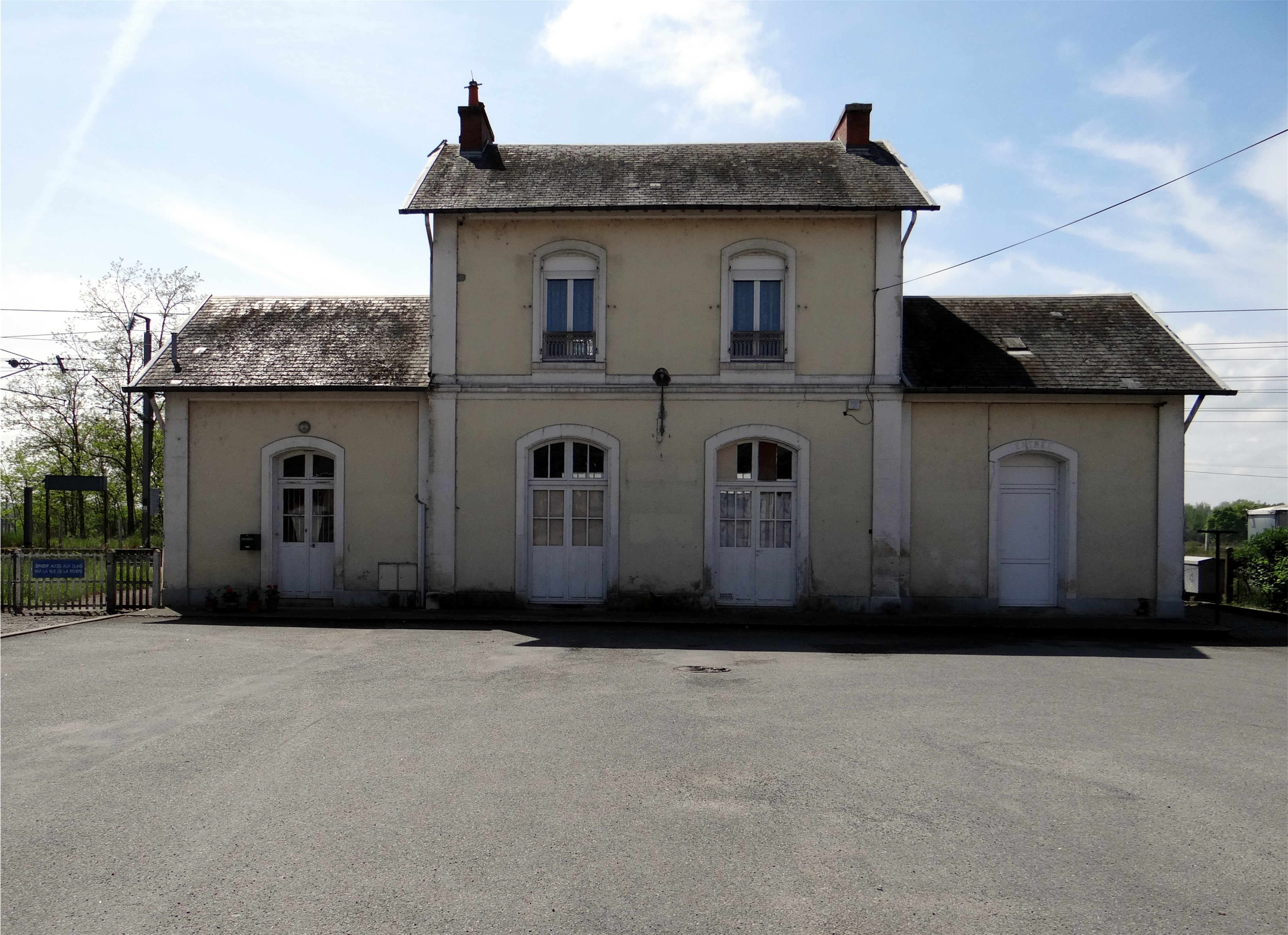
Gare SNCF.

Villeneuve-sur-Allier est traversée par la route nationale 7 (axe Paris – Nevers – Moulins). On accède également à Villeneuve-sur-Allier par la D 133, à l’ouest, de Bagneux à 3,5 km et au nord-ouest, de Aurouër à environ 6 km.
De rares trains TER desservent la gare SNCF (relation Nevers – Moulins) située sur la ligne de Moret - Veneux-les-Sablons à Lyon-Perrache.

## Urbanisme

### Typologie
Au 1er janvier 2024, Villeneuve-sur-Allier est catégorisée bourg rural, selon la nouvelle grille communale de densité à 7 niveaux définie par l'Insee en 2022.
Elle est située hors unité urbaine. Par ailleurs la commune fait partie de l'aire d'attraction de Moulins, dont elle est une commune de la couronne,. Cette aire, qui regroupe 64 communes, est catégorisée dans les aires de 50 000 à moins de 200 000 habitants,.

### Occupation des sols

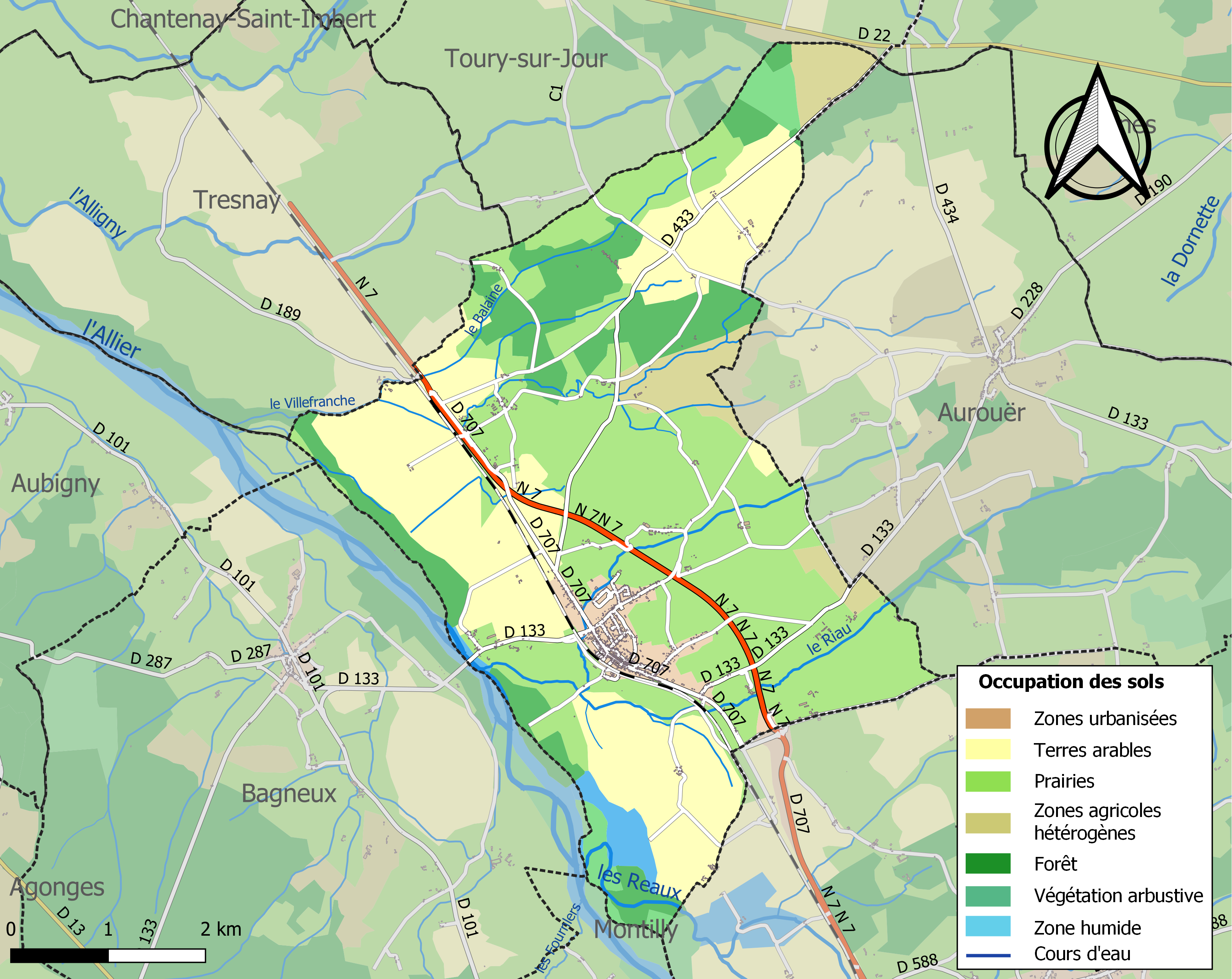
Carte des infrastructures et de l'occupation des sols de la commune en 2018 (CLC).

L'occupation des sols de la commune, telle qu'elle ressort de la base de données européenne d’occupation biophysique des sols Corine Land Cover (CLC), est marquée par l'importance des territoires agricoles (78,9 % en 2018), en diminution par rapport à 1990 (82,3 %). La répartition détaillée en 2018 est la suivante : 
prairies (43,5 %), terres arables (29,9 %), forêts (13,4 %), zones agricoles hétérogènes (5,5 %), zones urbanisées (3,4 %), milieux à végétation arbustive et/ou herbacée (2,2 %), eaux continentales (1,9 %), zones industrielles ou commerciales et réseaux de communication (0,2 %).
L'IGN met par ailleurs à disposition un outil en ligne permettant de comparer l’évolution dans le temps de l’occupation des sols de la commune (ou de territoires à des échelles différentes). Plusieurs époques sont accessibles sous forme de cartes ou photos aériennes : la carte de Cassini (XVIIIe siècle), la carte d'état-major (1820-1866) et la période actuelle (1950 à aujourd'hui).

### Logement
En 2013, le nombre total de logements dans la commune était de 503.
Parmi ces logements, 84,7 % étaient des résidences principales, 1 % des résidences secondaires et 14,3 % des logements vacants.
La part des ménages propriétaires de leur résidence principale s’élevait à 79,2 %.

## Toponymie
« Villeneuve » est un toponyme présent dans toute la France (ex. Villeneuve-sur-Yonne (Yonne), Villeneuve d'Ascq (Nord), etc.). Dans le cadre de Villeneuve-sur-Allier, l'origine est la même, celle d'un village nouveau construit sur les bords de l'Allier.

## Histoire

### Du Moyen Âge à la Révolution
On suppose qu’au XIIIe siècle déjà, quelques maisons s’étaient regroupées autour d’une de ces maladreries qui jalonnaient les vieilles voies du Moyen Âge et qui remplaçaient sans doute les maisons de poste ou de relais gallo-romaines. À cette époque, le nom de Villeneuve ne figurait dans aucun écrit.
L’origine du nom incombe à Pierre de Belleperche (vers 1230 - 1308), conseiller du roi Philippe IV le Bel, chancelier de France et évêque d'Auxerre, né à proximité au château de Villars. Il fit construire sur ses terres patrimoniales, un château dit de la Villeneuve avec l’intention de faire de sa construction forte, le centre d’une agglomération destinée à remplacer Belleperche.
Les habitants de la Villeneuve se virent octroyer, le 12 mai 1336, une charte de franchise par le duc Louis 1er, mais en pleine prospérité éclatèrent les guerres contre les Anglais.
En 1373, lors de la chevauchée du duc de Lancastre, la Villeneuve fut entièrement détruite.
Au lieu de disparaitre définitivement, cet événement de guerre, hâta au contraire, la reconstruction du bourg et son développement. L’église remplaçait déjà en 1380 l’ancienne chapelle seigneuriale. Vers 1395, Jean Fourrin, bourgeois de la Villeneuve et receveur pour le roi des aides de la guerre en Bourbonnais, fit bâtir un hôpital portant le nom de Maison-Dieu de Saint-Jacques du Chambon ou de Villefranche. De celui-ci, il ne reste rien aujourd’hui.
Vers 1470, l’installation d’un relais de poste royal vint augmenter l’importance de la localité. Le château, lui, fut cependant délaissé. En 1569, il achevait tranquillement de crouler.

### Époque contemporaine
La commune de Villeneuve-sur-Allier s'est constituée à partir des anciennes paroisses de Villeneuve (correspondant au bourg actuel) et de Lucenay-sur-Allier. En 1837, la commune d'Aurouër, au nord-est, est réunie à Villeneuve, mais elle est rétablie en 1879.
Le 21 avril 1814, lors de son exil vers l’île d'Elbe, Napoléon fait halte à Nevers. La journée du 22 verra les derniers détachements de la garde faire leur ultime escorte à leur empereur jusqu’à Villeneuve-sur-Allier. En 1815, la commune est occupée par des cavaliers du Wurtemberg, à la suite de la défaite de Waterloo.
Le 15 mai 1853, la gare SNCF est mise en service.
Un trésor de pièces d'or et d'argent est découvert à Villeneuve en 1882.

## Politique et administration
| Période                                  | Période                      | Identité                    | Étiquette | Qualité                 |
| ---------------------------------------- | ---------------------------- | --------------------------- | --------- | ----------------------- |
| Les données manquantes sont à compléter. |                              |                             |           |                         |
| mars 2001                                | mars 2008                    | Roger Finat                 | SE        |                         |
| mars 2008                                | mars 2014                    | René Chavignon              | SE        |                         |
| mars 2014                                | En cours (au 8 juillet 2020) | Dominique Desforges Desamin | DVD       | Comptable Réélu en 2020 |

## Population et société

### Démographie
L'évolution du nombre d'habitants est connue à travers les recensements de la population effectués dans la commune depuis 1793. Pour les communes de moins de 10 000 habitants, une enquête de recensement portant sur toute la population est réalisée tous les cinq ans, les populations de référence des années intermédiaires étant quant à elles estimées par interpolation ou extrapolation. Pour la commune, le premier recensement exhaustif entrant dans le cadre du nouveau dispositif a été réalisé en 2007.

En 2022, la commune comptait 1 037 habitants, en évolution de −2,81 % par rapport à 2016 (Allier : −1,38 %, France hors Mayotte : +2,11 %).
| 1793 | 1800 | 1806 | 1821 | 1831 | 1836 | 1841  | 1846  | 1851  |
| ---- | ---- | ---- | ---- | ---- | ---- | ----- | ----- | ----- |
| 632  | 828  | 670  | 675  | 671  | 757  | 1 194 | 1 197 | 1 303 |

| 1856  | 1861  | 1866  | 1872  | 1876  | 1881 | 1886  | 1891  | 1896  |
| ----- | ----- | ----- | ----- | ----- | ---- | ----- | ----- | ----- |
| 1 326 | 1 347 | 1 285 | 1 404 | 1 415 | 996  | 1 033 | 1 037 | 1 008 |

| 1901 | 1906  | 1911  | 1921  | 1926  | 1931  | 1936  | 1946 | 1954 |
| ---- | ----- | ----- | ----- | ----- | ----- | ----- | ---- | ---- |
| 997  | 1 005 | 1 039 | 1 052 | 1 035 | 1 049 | 1 024 | 934  | 917  |

| 1962 | 1968 | 1975 | 1982 | 1990 | 1999 | 2006 | 2007 | 2012  |
| ---- | ---- | ---- | ---- | ---- | ---- | ---- | ---- | ----- |
| 901  | 877  | 910  | 969  | 971  | 939  | 952  | 954  | 1 024 |

| 2017  | 2022  | - | - | - | - | - | - | - |
| ----- | ----- | - | - | - | - | - | - | - |
| 1 071 | 1 037 | - | - | - | - | - | - | - |

## Économie

### Revenus de la population et fiscalité
Le nombre de ménages fiscaux en 2013 était de 431 représentant 1040 personnes et la  médiane du revenu disponible par unité de consommation  de 19 169 €.

### Emploi
En 2014, le nombre total d’emploi dans la zone était de 146, occupant 454 actifs résidants (salariés et non-salariés) .
Le taux d’activité de la population âgée de 15 à 64 ans s'élevait à  75,1% contre un taux de chômage (au sens du recensement) de 9,8%. Les inactifs se répartissent de la façon suivante : étudiants et stagiaires non rémunérés 6,8%, retraités ou préretraités 8,9%, autres inactifs 9,2%.

### Entreprises et commerces
En 2015, le nombre d’établissements actifs était de 81 dont 11 dans l’agriculture-sylviculture-pêche, 3 dans l'industrie, 6 dans la construction, 47 dans le commerce-transports-services divers et 14 étaient relatifs au secteur administratif.
Cette même année, 3 entreprises ont été créées, dont 2 par des Auto-entrepreneurs.

## Culture locale et patrimoine

### Lieux et monuments

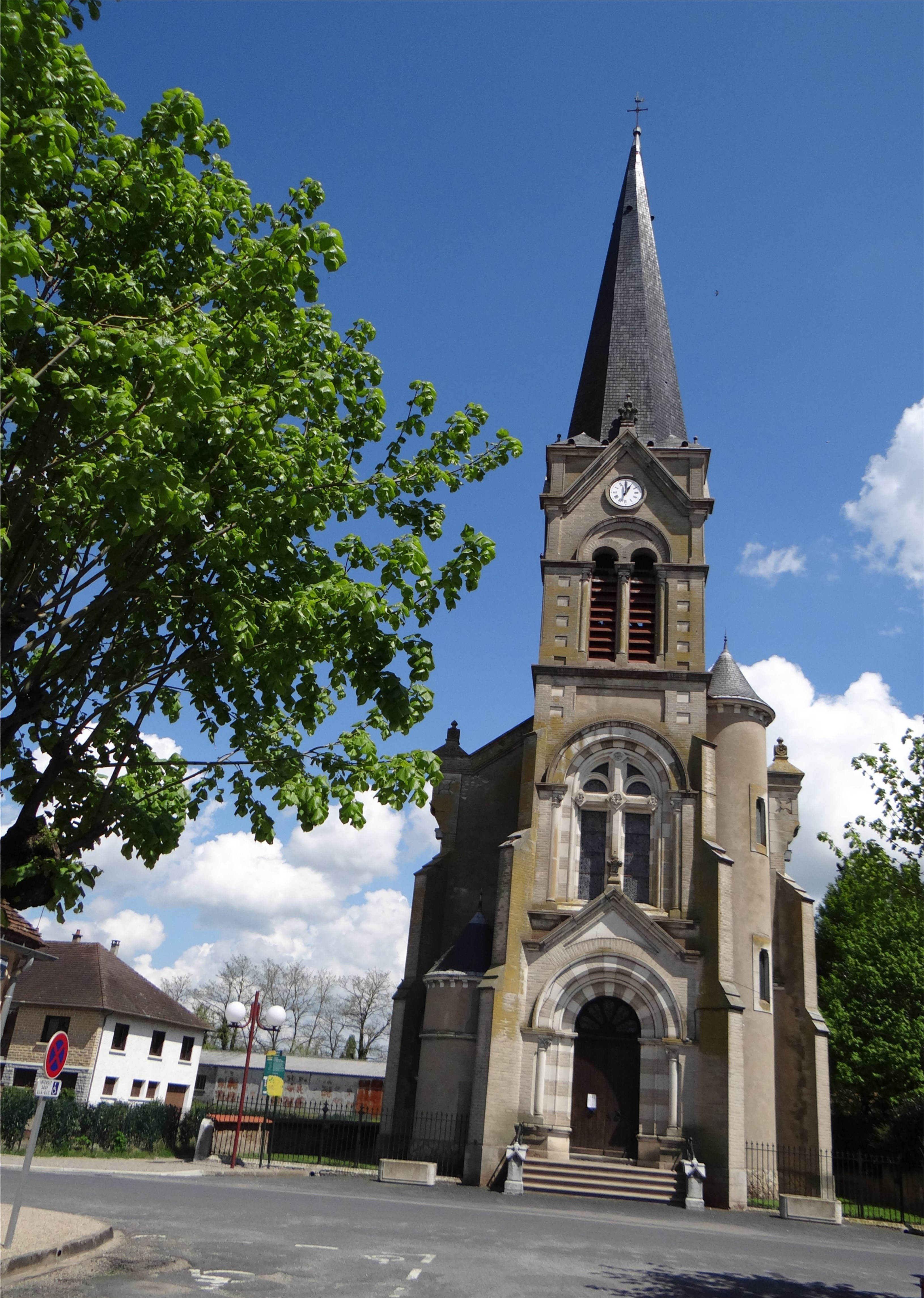
L'église.

- Château du Riau (XVe – XVIIe siècles) et Grange aux dîmes du Riau (1584), classé pour une partie et inscrit pour une autre en tant que monuments historiques[34].
- Château et Arboretum de Balaine, domaine classé monument historique[35].
- Église Notre-Dame du début du XXe siècle, qui remplace l'ancienne du XVIIe siècle. Elle a été conçue par l'architecte moulinois Michel Mitton (1903-1905).

### Personnalités liées à la commune
- Aglaé Adanson, Napoléon Doumet-Adanson et les propriétaires du domaine de Balaine.
- Pierre Durye, conservateur en chef aux Archives nationales (1920-1996), propriétaire du château du Riau.

### Héraldique
|  | Les armes de la commune se blasonnent ainsi : De sinople à la fasce ondée d’argent, accompagnée en chef de deux quintefeuilles d’or et en pointe d’un gland tigé et feuillé du même. |